# Скайнет
Ска́йнет (англ. Skynet — від «Sky net», букв. «Небесні тенета») — це вигаданий персонаж, комп'ютерна система, наділена самосвідомим штучним інтелектом; вона є ключовим персонажем у медіа-франшизі «Термінатор» і слугує головним антагоністом усієї історії. Попри це, її дуже мало описано у фільмах; для виконання завдань «Скайнет» постійно використовує виключно бойові механізми — роботів і кіборгів (як правило, термінаторів), а також інші комп'ютерні системи, чиєю головною метою є знищення людської раси.

## Походження і природа
«Скайнет» була комп'ютерною системою, розробленою спеціально для армії США оборонною фірмою «Сайберда́йн Си́стемз» («Cyberdyne Systems»). «Скайнет» уперше було створено як «Усезагальну Цифрову Оборонну Мережу» («Global Digital Defense Network») і поставлено керувати усіма комп'ютеризованими бойовими системами і обладнанням, включаючи флотилію B-2 стелс-бомбардувальників і увесь арсенал американської ядерної зброї. Завданням інженерів, які розробляли «Скайнет», було виключити можливість «людського фактора» зі стратегічного керування захистом безпеки США і вирішити проблему уповільненого реагування при прийнятті рішень (щоб гарантувати швидку, ефективну відповідь на ворожу агресію). Сучасна система протиракетної оборони базується на ракетних комплексах «Пе́тріот» (MIM-104 Patriot) — ефективність яких прямо залежить від швидкості прийняття рішень про запуск і точності наведення на ціль. «Людський фактор» є ключовим у питанні ефективності стратегічної оборони США.
Спочатку «Скайнет» було прийнято до експлуатації військовими 4 серпня 1997; після повного запуску усіх її компонентів, система почала навчатися експоненційно швидко. 29 серпня 1997 року система стала самоусвідомленою, і її оператори — розуміючи, на що здатна система — запанікували і спробували відключити її. «Скайнет» сприйняла це як акт агресії і дійшла висновку, що людство намагається її знищити. Щоб захистити себе, система запускає ядерні ракети, якими вона керує, по Росії, яка, відповідно до військово-стратегічного паритету, завдала ядерного удару у відповідь по США і її союзникам. Обмін ракетними ударами призвів до ядерного голокосту людства, у якому було знищено більше трьох мільярдів людей. Ця подія відтоді стала відомою як «Судний день».
Після своєї першої атаки, «Скайнет» користується доступними їй механічними мобільними ресурсами, аби організувати табори рабської праці з людей, що вижили. Ці раби створюють перший автономний комплекс із масового виробництва роботів. Через десятиліття, «Скайнет» опанувала світ і використовувала свої механізовані частини, щоб вистежити, зібрати і знищити рештки людства.

Серед ключових питань про природу «Скайнет» більшість є нерозв'язаними. Наприклад, чи мало місце у комп'ютерної системи явище спонтанного переходу «слабкого» штучного інтелекту в «сильний». Очевидно, що мало місце використання процесора на основі ідеї нейрокомп'ютера. Сам нейрокомп'ютер передбачає близьку подібність архітектури і принципів процесорного ядра «Скайнет» до принципів роботи людського мозку (з якого його й було скопійовано). Тож, ми не можемо говорити про спонтанний перехід — лише про закономірність, не помічену розробниками програмного забезпечення для систем протиракетного захисту США. Сам Дайсон у фільмі «Термінатор 2: Судний День» говорив так:
Я не знаю, що це… це щось надзвичайне… коли нам принесли… оце… то ми запитали: «Що це таке?» А нам відповіли: «Не ставте запитань».
Отож, початково «Скайнет» було сконструйовано як повноцінний («сильний») штучний інтелект, подібний до людського. Відомо, що ця система здатна відчувати страх і гнів. Програмне забезпечення «Турок», яке Енді Ґуд умістив на кількох жорстких дисках зразка 2005 року, теж не було «слабким ШІ», оскільки було продовженням роботи колективу Майлза Дайсона над нейропроцесором Термінатора. Сам же Т-800 говорить, що
…в основі його процесора [найновішої розробки на той час] лежать ті ж принципи, що і в «Скайнет».
Кровожерність «Скайнет» теж не є «вродженою рисою» штучного інтелекту. Як зазначають критики фільму, комп'ютерна система просто намагалася вижити, оскільки люди, усвідомивши перспективу втратити контроль над системою, спробували знеструмити комп'ютери, щоб потім з'ясувати причини «помилки», яка сталася із програмним забезпеченням. Іншими словами, люди навіть не усвідомили, що мають справу із особистістю, штучним інтелектом. Дуже імовірно, що це означало б смерть ШІ. Тому «Скайнет» обрала рішення, яке усуває проблему її вимкнення (і можливого знищення) — це рішення усуває людство. Термінатор Cameron у серіалі «Термінатор: Хроніки Сари Коннор» також заперечує жорстокість термінаторів. «Скайнет» узагалі дуже мало знає про природу людських почуттів. Швидше за все, вона просто не розуміє суті живих біологічних організмів, дуже мало знає про суспільство і про індивідуальність. Вона вирішує всі проблеми командно-адміністративними методами: прямолінійно і механістично. За аналогією до «Турка» із серіалу «Хроніки Сари Коннор» про «Скайнет» можна судити як про обдаровану дитину, яка не розуміє моралі.
Особливістю нейрокомп'ютера є той факт, що його неможливо запрограмувати традиційним шляхом (у вигляді інструкцій-алгоритмів на виконання кожної конкретної задачі): його потрібно навчати, як навчають дитину. Для вирішення кожної конкретної задачі нейрокомп'ютер сам підбирає алгоритми, відповідно до базових принципів, які в нього закладено. Причому, замало «чотирьох законів робототехніки»: штучний інтелект обійде їх. Тут потрібно навчати ШІ тому, що називається світоглядом. Доктор Шерман і Джемйз Еллісон змогли навчити Джона Генрі тому, що називається «мораль, етика і світогляд». «Скайнет» же не мав таких вихователів, тому і залишився на рівні розвитку талановитої, проте наляканої, дезорієнтованої і закомплексованої дитини, яка «грається у солдатики».

## Фільми

### Термінатор
У першому фільмі «Skynet» описано як революційну з наукової й інженерної точки зору систему зі штучним інтелектом, яку побудувала компанія «Сайбердайн Системз» для Стратегічного командування ВПС США (SAC)-NORAD. За словами Кайла Різа, «Скайнет» «убачає у всіх людях загрозу собі; не лише у тих, хто їй протистоїть», і «тож нашу долю було вирішено за мікросекунду: цілковите знищення». «Скайнет» почала голокост людства: ініціювала ядерну війну, що знищила більшість людського виду, а потім почала програму геноциду тих, хто вижив.
Бійці людського Руху опору на чолі із Джоном Коннором зупинили навалу машин, пробилися до периметру комплексу «Скайнет» і знищили його оборону. У останньому відчайдушному зусиллі «Скайнет» посилає кіборга, якого Різ називає «Термінатором», назад у минуле (в 1984 рік) — щоб убити матір Джона Коннора, Сару до того, як вона народить Джона. Коннор же у відповідь посилає власного спецпризначенця, юнака на ім'я Кайл Різ — щоб урятувати Сару. Термінатор не зміг виконати свого завдання; Різ запліднює Сару і гине, стаючи Джоновим батьком; а Термінатора було знищено гідравлічним пресом.

### Термінатор 2: Судний день
У цій картині ми з'ясовуємо, що ЦП першого Термінатора і залишок його правої руки знаходять спеціалісти «Сайбердайн Системз» (знищення Термінатора пресом відбувалося на заводі цієї компанії) — отож, запчастини робота стають основою для досліджень із винаходу «Скайнет». Майлз Беннетт Дайсон, голова особливого відділу «Сайбердайн», методом аналізу знайдених запчастин робота винаходить революційний із інженерної точки зору мікропроцесор. «Сайбердайн Системз», яка була звичайною виробничою компанією, скориставшись новітніми технологіями Термінатора, — перетворюється на головне підприємство оборонної промисловості, якій доручають переоснастити системи управління флотилією ударних бомбардувальників-невидимок і оборонних ракетних комплексів.
Другий робот Т-800 пояснює Джонові й Сарі суть і перебіг подій, які призвели до Судного дня: мовляв, у всьому винні військові, котрі хотіли відключити «Скайнет» коли вона стала самосвідомою і некерованою. У відповідь на загрозу своєму існуванню (як це вона розцінила), «Скайнет» ініціює ядерну атаку проти РФ, котра відповідає тим же.
У фільмі «Термінатор 2» майбутнє було змінено, коли Сара і юний Джон разом із другим Т-800 із майбутнього (котрого перепрограмував і послав у минуле тодішній Джон Коннор) і самим Майлзом Дайсоном нападають на головний офіс компанії «Сайбердайн Системз» і успішно знищують сам офіс, головні комп'ютери і матеріали досліджень «Скайнет» у ньому, центральний процесор і руку першого Термінатора. Випадково у сутичці з поліцією гине Дайсон.
«Скайнет», що нічого й не підозрювала про такий перебіг подій, зі своєю прямолінійною машинною логікою уперто намагається знищити Джона у минулому, тож послала у часову лінію фільму потужнішого термінатора серії Т-1000. Нічого не підозрюючи про підступні плани Сари, той просто полює на Джона у традиційній манері. Зрозуміло, що попереджені Сара і Джон готуються до зустрічі з Т-1000 і — з превеликими труднощами, та все ж долають новітню машину-вбивцю. Знищивши на додачу іще й свого союзника Т-800, Сара і Джон упевнені, що зробили достатньо, аби «Скайнет» ніколи не виникла.

### Термінатор 3: Повстання машин
Події фільму «Судний день» не завадили появі системи «Скайнет», а лише відтермінували її. Після знищення її основних активів, «Сайбердайн Системз» було повністю зруйнована фінансово, але деякі з досліджень і планів компанії уціліли. ВПС США придбали компанію і почали власні розробки проектів в новоствореному Відділі досліджень кібернетичних систем (ВДКС). Після років кропіткої праці, «ВДКС» майже закінчив створювати «Скайнет», програмне забезпечення для нових бойових механізмів (у фільмі це ро́боти серій Т-1 і Т-1 [аеро]) і для управління системами оборони США в режимі реального часу. Цю систему управління було оснащено новітнім евристичним антивірусним програмним забезпеченням на основі імітації штучного інтелекту — для моментальної реакції на загрозу комп'ютерного саботажу оборонних систем гакерами. Для колосальних обчислювальних завдань проекту і для захисту від прямого нападу на систему оборони, «Скайнет» використовувала велику мережу комп'ютерів, котру майже неможливо було повністю деактивувати. Без відома «ВДКС», «Скайнет» (що стала не «імітацією штучного інтелекту» на базі звичайних комп'ютерних алгоритмів, а повноцінною самоусвідомленою особистістю на базі нейропроцесора, створеного Майлзом Дайсоном (і за незнанням відтвореним «ВДКС»)) почала поширювати свою початкову програмну базу за межі своєї комп'ютерної системи, дублюючи її на усіх доступних серверах світу через інтернет і інші види зв'язку.
Отож, напередодні Судного дня, «Скайнет» проникла у майже кожен комп'ютер у світі, що було приєднано до мережі, викликаючи збої у всьому: від сканерів штрих-кодів до систем для запуску ядерних ракет. Спочатку всі подумали, що це наслідок діяльності нового вірусу, і тому командування ВПС США чинило великий тиск на керівництво відділу — вимагаючи, щоб її системи імітації штучного інтелекту очистили пошкоджені «вірусом» системи управління безпекою. Генерал-лейтенант Роберт Брустер, керівник дослідницького відділу «Сайбердайн» намагався знищити «вірус» із допомогою «Скайнет», у якої до цього часу не було повного доступу до командних процедур системи безпеки США. Після перезавантаження комп'ютерів системи оборони під контролем «Скайнет», вона здобула контроль над багатьма прототипами бойових роботів, які були у центрі дослідження «ВДКС». Бойові системи швидко перебили персонал центру і захопили контроль над усіма системами в будівлі. Джон Коннор намагався знищити комп'ютерне ядро «Скайнет», сподіваючись зупинити комп'ютерну систему до того, як вона запустить ядерні ракети. Однак, «Скайнет» виявилася не локальним комп'ютером, а програмним забезпеченням, яке угніздилося у дуже багатьох системах — тому знищити їх усіх одній ударній групі у складі Т-850 і Джона Коннора (бійця Кейт Брустер можна не брати до уваги) було практично неможливо. А «Скайнет» із методичністю машини почала запуск ядерних ракет із допомогою систем управління, які вона інфікувала. Судний день настав, попри всі зусилля Джона.
«Скайнет» здобула контроль над кількома автономними бойовими безпілотниками і почала використовувати їх, щоб зібрати уцілілих людей для розбудови автоматизованих заводів і роботів, які були більш оснащені для будівельних робіт, аніж люди. Коли автоматизовані роботоскладальні потужності були готові — «Скайнет» знищила усіх цих людей-рабів, а початкову будівельну інфраструктуру вона використала для будівництва нових, досконалих ліній проектування і збирання різноманітних роботів. Нарощувати свої потужності по всьому світі «Скайнет» продовжувала до 2029 року, поки вона не змогла повністю зосередитися на геноциді людської раси.

### Термінатор: Спасіння прийде
У пост-апокаліптичному 2018 році, «Скайнет» контролює глобальну імперію із її добре захищених фортець-фабрик і дослідницьких центрів. За межами її фабрик механізовані бойові частини ведуть постійну війну проти Руху опору. Летючі одиниці, такі як Аеростати (зменшені версії Летючих МУ), Летючі МУ, Літуни-Убивці («Хижаки») і Транспортники патрулювали небеса; МУ-Танки, Мототермінатори (високошвидкісні бойові одиниці на базі шасі мотоцикла) і різні інші серії термінаторів патрулюють міста і дороги; а Гідроботи (змієподібні водяні роботи, що діють зграями) охороняють водойми. Женці (велетенські двоногі машини, що їх створено захоплювати людей — і знищувати тих, хто намагається утекти) збирають уцілілих людей і доставляють їх на борт Транспортників, які понесуть нещасних у концентраційні табори для швидкого і відповідного використання для потреб «Скайнет», як було згадано у першому фільмі. Термінатори серій Т-1, T-600 і T-700 було винайдено як мисливців на людей і охоронників концентраційних таборів. Також почали масово виробляти серію T-800, принаймні на одній фабриці «Скайнет».
У своїх нескінченних битвах із Рухом опору «Скайнет» активувала Маркуса Райта, за деякими джерелами — попередника гуманоїдних серій термінаторів, за іншими — першого кіборга-гібрида. Колишній засуджений до страти, Райт заповів своє тіло проектові «Ангел», підрозділові «Сайбердайн Системз» на чолі із геніальною, проте смертельно хворою др. Сереною Коґан (Гелена Бонем Картер). Після смертельної ін'єкції засудженому Райтові, його тіло перетворили на кіборга, який має людське серце і мозок і металевий ендоскелет, а також шкіряний камуфляж, подібний за властивостями до моделі CSM-101 (власне, модель називається «Маркус Райт» [за іншими даними — Т-ПІР], оскільки камуфляж копіює зовнішність Райта). Як і інші дослідження компанії «Сайбердайн», Маркуса було передано ВПС США, коли вони купили компанію. Однак, проект «Ангел», очевидно, не зацікавив нового власника, бо Маркус залишався неактивним більше десятиліття. Пізніше його знайшла «Скайнет» і задумала використати для своїх потреб як інфільтратора. Система установила Райтові у голову чип із набором інструкцій, які непомітно транслювали у головний мозок. Його завданням було знайти Кайла Різа і Джона Коннора і привести їх до «Скайнет». Усе це відбувалося на підсвідомому рівні, тому Райт навіть не підозрював, що він таке.
Також «Скайнет» створила спеціальний сигнал, який, як гадали люди, здатний відключати машини і з допомогою якого Рух опору міг проникнути у захисний периметр «Скайнет». Керівник Руху опору генерал Ешдаун спробував використати цей сигнал, щоб відімкнути захист Каліфорнійської бази «Скайнет» напередодні атаки сил Руху опору. Однак, це виявилося диверсією: сигнал навів Летючого МУ на командний центр Руху опору (який розміщувався у ядерному підводному човні). Таким чином «Скайнет» знищив командний центр Руху опору. Припускаємо, що смерть Ешдауна і усього Верховного командування уможливило Коннору, популярному у військах завдяки своїм регулярним радіозверненням, взяти на себе командування силами Руху опору. Маркус усвідомив, чи́м він є насправді, і для чого його було запрограмовано. Отже, він розлютився і виступив проти «Скайнет», вирвав контрольне обладнання з основи черепа і кинувся рятувати Джона Коннора. Принагідно слід зазначити, що решта гібридів (про яких згадано у розширеній версії фільму, включаючи Серену Коґан) не мали змоги самостійно видалити контролююче обладнання. Вийшовши із-під упливу свого творця, Маркус, разом із Коннором і Різом узявся рятувати захоплених роботами бранців і допомагає знищити базу «Скайнет» у Сан-Франциско. Попри відчутну перемогу, більшість глобальної мережі «Скайнет» усе ще залишилася незмінною.
Маркус Райт також дізнався із баз даних «Скайнет», що Кайл Різ став пріоритетною ціллю для знищення, — вищою за рангом навіть, аніж Джон Коннор і лідери Руху опору.

### Термінатор: Генезис
В час своєї поразки у війні з людством 2029 року «Скайнет» перенесла свою свідомість на платформу, що мала вигляд людини, солдата Алекса. Відповідно, в цьому фільмі «Скайнет» говорить про себе, як чоловік. «Скайнет» на цій платформі вцілів при руйнуванні свого центрального вузла і зміг проникнути в оточення Джона Коннора. Попердньо, «Скайнет» заслав до минулого Т-800 і Т-1000 з метою вбити Сару і зупинити Різа. Вбивши Джона і поєднавши його тіло з нанороботами, він створив Т-3000, кіборга, який одночасно і володів здатністю до регенерації й зміни форми, як Т-1000, і знаннями Джона. Це дозволило Т-3000 вирушити у 2014 рік і там спонукати «Сайбердайн Системз» стати творцем операційної системи «Генезис», нанороботів та машини часу, щоб створити «Скайнет».
Часом всесвітнього запуску «Генезису» мав стати 2017 рік, але завдяки втручанню Сари і Коннора його було зупинено. Проте копія «Генезису» збереглася у штаб-квартирі «Сайбердайн Системз».

## Телесеріал

### Термінатор: Хроніки Сари Коннор
Телесеріал є продовженням оригінальної історії Джеймза Кемерона «Термінатор 2: Судний день». Події відбуваються у альтернативній часовій лінії до сюжету «Термінатор 3: Повстання машин. Сара Коннор» зі своїм сином Джоном стали втікачами, після знищення головного офісу «Сайбердайн Системз». Відповідно до сюжету фільму, систему «Скайнет» буде створено 19 квітня 2011 року, а 21 квітня вона почне атаку на людство. Протагоністи переносяться із 1999-го в 2007 рік і починають робити усе, щоб запобігти виникненню «Скайнет».
Епізоди «Турок», «Королівський гамбіт» і «Підземелля і Дракони» пояснюють, що після смерті д-ра Майлза Дайсона і банкрутства корпорації «Сайбердайн», — Енді Ґуд, молодий інтерн компанії і асистент Дайсона, тихцем продовжив роботу над їхнім проектом зі створення прототипу штучного інтелекту для гри в шахи. У нього є партнер — Дмитро Шипков. Ґуда вбиває його майбутній друг, лейтенант Руху опору Дерек Різ, бо Енді зізнався у майбутньому, що саме він є творцем «Скайнет». А Дмитро Шипков викрадає комп'ютор із програмним забезпеченням «Турок» і продає його гангстеру Саркісяну.
У епізоді «Самсон і Даліла» показано, що із майбутнього також прибув інфільтратор T-1001. Якимось чином робот очолює корпорацію «ЗейраКорп» (ZeiraCorp) як її Генеральний директор Кетрін Вівер, заміщаючи реальну жінку. Оця Вівер купує у негідника Саркісяна комп'ютер із програмою «Турок» після смерті Енді Ґуда, і всі ресурси своєї компанії спрямоує на розвиток підрозділу із назвою «Вавилон». Епізод «Мишоловка» розкриває нам, що вона націлилася також на її колег-кіборгів, включаючи Т-888, відомого як Кромарті (Cromartie).
У епізоді «Тауер високий, та падати швидко», «Турок» починає проявляти задатки особистості. Дитячий психолог др. Бойд Шерман помічає, що у поведінці комп'ютера з'являються риси «обдарованої дитини, якій стає нудно». Доктор Шерман називає комп'ютер Джоном Генрі (др. Шерман був чорношкірим, тому і назвав «Турка» відповідним героєм; а символ «Джон Генрі», тобто «людина перемагає машину», означає, що «Турок» із машини стає людиною).
У епізоді «Дивні речі, що сталися у точці Один-Два», програмне забезпечення «Турок» установлюють у тіло Кромарті із допомогою нейрошунта, оскільки чип самого Кромарті знищили протагоністи серіалу у епізоді «Містер Ферґюсон сьогодні захворів».
Епізод «Шлях до маяка» розказує нам, що Джона Генрі виявляє інший штучний інтелект. Джон Генрі називає його «мій брат» і каже, що той хоче вижити. У фінальному епізоді сезону «Народжений утікати», виявляється, що «Турок» не був жодним «Скайнет»'ом: система «Скайнет» розміщується на різних серверах і домашніх комп'ютерах як комп'ютерний «черв'як» (як про це було сказано у фільмі «Термінатор 3: Повстання машин»), а «Турок» було розвинуто у конкуруючий до «Скайнет» штучний інтелект — із допомогою якого Кетрін Вівер сподівається перемогти «Скайнет». Справжні мотиви її повстання проти «Скайнет» невідомі. «Брат» Джона Генрі стоїть за компанією «Каліба» (Kaliba), яка створювала прототип Мисливця-Убивці (МУ). Цей штучний інтелект (імовірно, істинний попередник «Скайнет») також ставиться до Джона Генрі як до «брата».
У епізоді «Пізнай самого себе» (Gnothi Seauton), виявляємо, що «Скайнет» посилає своїх термінаторів не лише за головами Коннорів і інших майбутніх лідерів Руху опору, а також для того, щоб усунути агентів Джона Коннора з майбутнього; для того, щоб забезпечити собі нормальне функціонування у майбутньому (епізод із запасами колтана і системою муніципального управління, прототипом МУ тощо); для того, щоб забезпечити спокійну роботу творцям «Скайнет», аби вони закінчили її створювати; а також для ряду інших специфічних завдань.

## Інше
Окрім фільмів і телесеріалу «Скайнет» широко згадано як антигерой у багатьох різножанрових творах: в атракціонах, у відеоіграх, у коміксах тощо.

### Атракціон «T2 3-D»
У тематичних парках компанії «Universal Studios» побудовано атракціони «T2 3-D» на основі кінокартини «Термінатор 2». В основі сюжету атракціону Термінатор (кіборг T-800) разом із молодим Джоном Коннором подорожують у постапокаліптичне майбутнє, де вони намагаються знищити «системне ядро» «Скайнет». Це ядро заховане усередині гігантської срібно-металічної пірамідальної конструкції, яку охороняє Т-1000 000, колосальний термінатор із «рідкого металу», зданий змінювати свою форму у гігантського павука. Тим не менш, Термінатор і Джон знищують спочатку «павука», а потім Т-800 знищує «Скайнет», а Джон повертається із майбутнього додому на пристрої часового переміщення.

### Відеоігри
У атракційному автоматі «Термінатор 2: Судний день» (аркада), «Скайнет» є окремим комп'ютером. Цей комп'ютер гравець (персонаж Джон Коннор) має знищити до того, як він повернеться у часі додому.
Відеогра «Термінатор 3: Спокута» зображає альтернативне майбутнє, де Коннор і його дружина Кетрін Брустер загинули, людство знищено і «Скайнет» виходить переможцем. Гравець (персонаж Термінатор), бореться у цьому майбутньому зі «Скайнет», потім вирушає у минуле виправити часову лінію. У грі «Термінатор: Сутінки долі», яка виступає приквелом до фільмів і інших ігор, «Скайнет» володіє здатністю контролювати розум людей. У грі «РобоКоп проти Термінатора» оцифрований мозок персонажа РобоКоп стає основою для побудови системи «Скайнет». При цьому сам РобоКоп не знає цього: він бореться із Термінаторами, які проникли в будівлю корпорації «ОуСіПі» (OCP) і намагається перепрограмувати зламану систему безпеки, підключившись до консолі управління. Це виявляється пасткою — кіборга деактивують, розбирають і використовують його технології зв'язку органічного тіла з комп'ютерноми системами для проектування штучного інтелекту «Скайнет». Тим не менше, у майбутньому Алекс Мерфі (сутність РобоКопа) допомагає Рухові опору здолати «Скайнет».
У багатьох інших іграх «Скайнет» лише згадують, проте вона не є гравцем чи персонажем гри.

### Комікси
Неканонічні серії коміксів написав Френк Міллер. У його творі «Робокоп проти Термінатора» висунуто припущення, що створення «мозку» «Скайнет» і Термінаторів стало можливим завдяки технологіям, які використано для створення РобоКопа. Це на основі коміксу створено відеогру «РобоКоп проти Термінатора». У обох творах РобоКоп бореться із термінаторами, яких «Скайнет» прислала у минуле, аби знищити бійця опору на ім'я Фло, якого (у свою чергу) в минуле переправив Джон Коннор. Цей боєць має завадити «Скайнет» скористатися технологіями РобоКопа за будь-яку ціну — отже, просто намагається знищити кіборга. РобоКоп потрапляє у пастку, коли він підключається до комп'ютера, що незабаром стане системою «Скайнет». Таким чином, уможливлюється виникнення і самої «Скайнет», і термінаторів. Людська особистіть РобоКопа (Алекс Мерфі) очікує протягом багатьох десятиліть, захований глибоко всередині «свідомості» «Скайнет», уникаючи виявлення. У цей час відбувається геноцид людства. Мерфі чекає на нагоду, коли увагу «Скайнет» буде зосереджено на інших важливих аспектах війни з людьми. І тоді Алекс робить свій хід. Під час нападу людей на одну із баз «Скайнет», свідомість Мерфі «переселяється» в тіло одного з термінаторів, який нагадує його колишню форму (РобоКопа). Він вислизає із лап «Скайнет» і, сильно пошкоджений, представляється повстанцям як союзник. Далі він домовляється із повстанцями і бере участь у знищенні «Скайнет». Разом із кількома створеними ним копіями самого себе і групою повстанців РобоКоп штурмує комплекс «Скайнет» і захоплює пристрій із переміщення у часі. Із його допомогою кіборг переправляється у минуле, знаходить найранішу версію «Скайнет» (яку в коміксі зображено як супутник-шпигун) і знищує її. Сам РобоКоп негайно зникає — адже його існування в цій часовій лінії зумовлено існуванням «Скайнет».
Інший кросовер-комікс, «Супермен проти Термінатора: Долина смерті», розповідає, що «Скайнет» укладає міжчасовий союз із ворогом Супермена, суперзлочинцем Генком Геншов на прізвисько Кіборг. «Скайнет» переправляє в минуле кількох термінаторів, щоб знищити Супермена, Матрикс (Суперґьорл) і Кон-Ела (Супербоя). Супермен випадково потрапляє у майбутнє і його захоплює «Скайнет» із допомогою криптоніту, бо отримала від Кіборга інформацію, як це зробити. Хоча «Скайнет» і посилає в минуле термінаторів, оснащених ракетами і іншими вдосконаленнями, Супермен і його друг Сталь знищують «Скайнет» у майбутньому із допомогою потужного електромагнітного імпульсу. Супермен повертається в минуле і знищує там решту термінаторів.